# Risoba olivens
Risoba olivens är en fjärilsart som beskrevs av Bethune-Baker 1906. Risoba olivens ingår i släktet Risoba och familjen trågspinnare. Inga underarter finns listade.